# Alchemilla aranica
Alchemilla aranica é uma espécie de rosácea do gênero Alchemilla, pertencente à família Rosaceae.